# Манукян, Агаси Цолакович
Агаси́ Цола́кович Манукя́н (арм. Աղասի Մանուկյան; 27 марта 1967, Ленинакан, Армянская ССР — 19 марта 2018) — советский и армянский борец греко-римского стиля, двукратный серебряный призёр чемпионата Европы (1994, 1995), обладатель Кубка мира (1988), чемпион мира (1993). Мастер спорта СССР международного класса (1987).

## Биография
Родился 27 марта 1967 года в Ленинакане.
Начал заниматься борьбой в 1977 году под руководством Арама Саркисяна. В 1987 году выиграл чемпионат мира среди молодёжи. В 1988 году был привлечён в состав национальной сборной СССР, стал в её составе обладателем Кубка мира.
После обретения Арменией независимости выступал за национальную сборную этой страны. Уже на дебютном для себя чемпионате мира 1993 года в Стокгольме завоевал звание чемпиона мира. В финале он победил известного российского борца, двукратного чемпиона мира и Европы Александра Игнатенко. Благодаря этому успеху Агаси Манукян вошёл в историю как первый борец и второй (после боксёра Ншана Мунчяна) спортсмен, который стал чемпионом мира под флагом независимой Армении.
В дальнейшем Агаси Манукян дважды становился призёром чемпионата Европы, был участником Олимпийских игр в Атланте.
В 1996 году завершил свою спортивную карьеру и занялся тренерской деятельностью. В 1998–1999 годах был главным тренером молодёжной сборной Армении. В 2001–2004 годах работал в Спорткомитете Ширакской области Армении. В 2006 году переехал в США. С 2011 года работал в Олимпийском образовательном центре, расположенном в городе Маркетт (штат Мичиган).

## Семья
- Манукян, Михаил Цолакович (род. 1964) — брат, советский борец греко-римского стиля чемпион СССР и чемпион Европы (1984) среди молодёжи.
- Манукян, Самвел Цолакович (род. 1974) — брат, армянский борец греко-римского стиля, чемпион Армении, участник Олимпийских игр (1996)[5].